# Zygmunt Kubicki
Zygmunt Kubicki (ur. 1 stycznia 1938 w Siedleszczanach) – polski polityk, poseł na Sejm PRL IX kadencji.

## Życiorys
Absolwent Wydziału Metalurgicznego Akademii Górniczo-Hutniczej w Krakowie. Pracował w Hucie Szkła Okiennego „Sandomierz”, gdzie był m.in. zastępcą dyrektora i naczelnym inżynierem. Autor wielu projektów wynalazczych. Laureat nagród państwowych za prace racjonalizatorskie i wynalazcze. Działacz PRON. Członek Rady Miejskiej i prezydium Rady Wojewódzkiej PRON. W 1985 uzyskał mandat posła na Sejm PRL IX kadencji. Kandydował w okręgu Tarnobrzeg, był posłem bezpartyjnym. Zasiadał w Komisji Budownictwa, Gospodarki Przestrzennej, Komunalnej i Mieszkaniowej oraz w Komisji Przemysłu. Otrzymał Srebrny Krzyż Zasługi.